# Neuburg an der Kammel
Neuburg an der Kammel (eller: Neuburg a.d.Kammel) er en købstad (markt) i Landkreis Günzburg i Regierungsbezirk Schwaben i den tyske delstat Bayern. Den ligger nord for Krumbach.

## Geografi
Neuburg a.d.Kammel ligger i Region Donau-Iller ved floden Kammel.
Der er ud over Neuburg a.d.Kammel landsbyerne Langenhaslach, Edelstetten, Marbach, Naichen, Höselhurst, Wattenweiler, Halbertshofen og Erisweiler i kommunen.